# Trancas
Trancas est une municipalité située dans la province de Tucumán, en Argentine, et chef du département homonyme, au nord de la capitale provinciale. Trancas est située dans une grande vallée, entre de hauts sommets et des chaînes de montagnes, couverte par la forêt du Chaco et la jungle de Yunga.
Trancas était un point stratégique pour la défense du nord et a été le témoin d'événements importants pendant les luttes pour l'indépendance.

## Démographie
La municipalité compte 4 429 habitants (Indec, 2010), ce qui représente une augmentation de 30 % par rapport aux 3 391 habitants (Indec, 2001) du recensement précédent.

## Sismologie
La sismicité dans la région de Tucumán (centre-nord de l'Argentine) est fréquente et de faible intensité, avec un silence sismique de séismes moyens à sévères tous les 30 ans.
- Séisme de 1861 : bien que l'activité géologique catastrophique existe depuis la préhistoire, le tremblement de terre du 20 mars 1861, qui a fait 12 000 morts[2], a marqué une étape importante dans l'histoire des événements sismiques en Argentine, car il s'agit du plus fort enregistré et documenté dans le pays. Depuis lors, la politique des gouvernements successifs du nord et de Cuyo a été de prendre des précautions extrêmes et de restreindre les codes de construction[1]. Et avec le tremblement de terre de San Juan du 15 janvier 1944, les gouvernements ont pris conscience de l'énorme gravité chronique des tremblements de terre dans la région.
- Séisme de 1931 : intensité de 6,3, qui a détruit une partie de ses bâtiments et ouvert de nombreuses fissures dans la région[1],[2].